# Fotballklubben Lyn Oslo 2007
Questa voce raccoglie le informazioni riguardanti il Fotballklubben Lyn Oslo nelle competizioni ufficiali della stagione 2007.

## Rosa
| N. |                      | Ruolo | Calciatore            |
| -- | -------------------- | ----- | --------------------- |
| 1  | Svezia (bandiera)    | P     | Eddie Gustafsson      |
| 2  | Danimarca (bandiera) | D     | Rasmus Daugaard       |
| 3  | Nigeria (bandiera)   | C     | Paul Obiefule         |
| 4  | Islanda (bandiera)   | D     | Indriði Sigurðsson    |
| 5  | Norvegia (bandiera)  | D     | Ståle Stensaas        |
| 6  | Norvegia (bandiera)  | D     | Christian Brink       |
| 7  | Norvegia (bandiera)  | C     | Tomasz Sokolowski     |
| 8  | Islanda (bandiera)   | C     | Stefán Gíslason       |
| 8  | Islanda (bandiera)   | C     | Emil Hallfreðsson     |
| 9  | Argentina (bandiera) | C     | Enrique Ortiz         |
| 10 | Svezia (bandiera)    | A     | Magnus Powell         |
| 11 | Nigeria (bandiera)   | A     | Ezekiel Bala          |
| 12 | Norvegia (bandiera)  | P     | Christoffer Friedmann |
| 13 | Norvegia (bandiera)  | D     | Kevin Larsen          |
| 14 | Norvegia (bandiera)  | A     | Kim Holmen            |
| 15 | Norvegia (bandiera)  | C     | Erling Knudtzon       |
| 16 | Norvegia (bandiera)  | C     | Espen Hoff            |

| N. |                      | Ruolo | Calciatore            |
| -- | -------------------- | ----- | --------------------- |
| 17 | Norvegia (bandiera)  | D     | Kim André Madsen      |
| 18 | Norvegia (bandiera)  | C     | Bjarne Ingebretsen    |
| 19 | Australia (bandiera) | A     | Dylan Macallister     |
| 20 | Nigeria (bandiera)   | A     | Chinedu Obasi         |
| 20 | Nigeria (bandiera)   | A     | Odion Ighalo          |
| 21 | Norvegia (bandiera)  | A     | Jo Tessem             |
| 22 | Norvegia (bandiera)  | D     | Tommy Berntsen        |
| 23 | Norvegia (bandiera)  | D     | Lars-Kristian Eriksen |
| 24 | Svezia (bandiera)    | P     | Johan Dahlin          |
| 25 | Argentina (bandiera) | C     | Matías Almeyda        |
| 26 | Norvegia (bandiera)  | C     | Endre Fotland Knudsen |
| 27 | Norvegia (bandiera)  | D     | Magne Simonsen        |
| 29 | Norvegia (bandiera)  | D     | Mads Dahm             |
| 33 | Norvegia (bandiera)  | A     | Jo Inge Berget        |
| 35 | Argentina (bandiera) | A     | José Oscar Flores     |
| –– | Norvegia (bandiera)  | C     | Øyvind Gram           |

## Risultati

### Campionato

#### Girone di andata
| Arbitro: | Edvartsen (Hamar) |

|                                         |           |  |
| Powell 20’ Tessem 37’ (rig.) Larsen 87’ | Marcatori |  |

| Arbitro: | Hauge (Bergen) |

|                                   |           |          |
| Hoås 36’ Elyounoussi 64’ West 88’ | Marcatori | 71’ Bala |

| Arbitro: | Hagen (Grue) |

|                               |           |             |
| Sokolowski 1’ Holmen 78’, 79’ | Marcatori | 76’ Gulsvik |

| Arbitro: | Skjerven (Kaupanger) |

|                                       |           |              |
| Myklebust 12’ Wehrman 45’ Sundgot 87’ | Marcatori | 29’ Gíslason |

| Arbitro: | Edvartsen (Hamar) |

|                  |           |          |
| Deila 80’ (rig.) | Marcatori | 37’ Hoff |

| Oslo 13 maggio 2007, ore 18:00 CEST 6ª giornata | Lyn Oslo | 0 – 0 referto | Aalesund | Bislett Stadion (5.571 spett.)\| Arbitro: \| Staberg \| |
| Arbitro:                                        | Staberg  |               |          |                                                         |

| Arbitro: | Berntsen (Vang) |

|                                                       |           |             |
| Ødegaard 13’ Stokholm 45’ (rig.) Pimpong 49’ Berg 72’ | Marcatori | 4’ Stensaas |

| Arbitro: | Sælen (Bergen) |

|                                            |           |                                                 |
| Hoff 34’ Powell 45’ Obasi 54’ Knudtzon 87’ | Marcatori | 16’ Reginiussen 69’ Rushfeldt 89’ (aut.) Tessem |

| Arbitro: | Øvrebø (Oslo) |

|                                        |           |                           |
| Segerström 77’ Tchoyi 80’ Nannskog 90’ | Marcatori | 64’ Stensaas 72’ Knudtzon |

| Arbitro: | Moen (Haugesund) |

|                                                                       |           |  |
| Powell 2’ Obasi 22’ Gíslason 26’ (rig.), 45’ (rig.), 85’ Knudtzon 57’ | Marcatori |  |

| Oslo 20 giugno 2007, ore 21:25 CEST 11ª giornata | Vålerenga            | 0 – 0 referto | Lyn Oslo | Ullevaal Stadion (19.468 spett.)\| Arbitro: \| Skjerven (Kaupanger) \| |
| Arbitro:                                         | Skjerven (Kaupanger) |               |          |                                                                        |

| Arbitro: | Staberg |

|               |           |            |
| Obasi 8’, 75’ | Marcatori | 81’ Sapara |

| Arbitro: | Alseth (Stjørdal) |

|  |           |             |
|  | Marcatori | 88’ Knudsen |

#### Girone di ritorno
| Arbitro: | Sælen (Bergen) |

|                              |           |            |
| Arkivuo 17’, 43’ Knarvik 40’ | Marcatori | 90’ Tessem |

| Oslo 30 luglio 2007, ore 19:00 CEST 15ª giornata | Lyn Oslo          | 0 – 0 referto | Fredrikstad | Bislett Stadion (8.126 spett.)\| Arbitro: \| Edvartsen (Hamar) \| |
| Arbitro:                                         | Edvartsen (Hamar) |               |             |                                                                   |

| Arbitro: | Staberg |

|                        |           |  |
| Pospěch 37’ Bärlin 75’ | Marcatori |  |

| Arbitro: | Moen (Haugesund) |

|  |           |                                        |
|  | Marcatori | 6’, 74’ Occean 58’ (rig.), 86’ Mouelhi |

| Arbitro: | Johnsen |

|          |           |  |
| Hoff 60’ | Marcatori |  |

| Arbitro: | Helgerud (Lier) |

|                                  |           |            |
| Austnes 17’ Aubynn 60’ Skiri 62’ | Marcatori | 23’ Holmen |

| Arbitro: | Berntsen (Vang) |

|                     |           |                                |
| Hoff 13’ Ighalo 20’ | Marcatori | 35’ Ijeh 51’ Ødegaard 74’ Berg |

| Arbitro: | Alseth (Stjørdal) |

|                           |           |          |
| Moldskred 6’ Yndestad 67’ | Marcatori | 79’ Hoff |

| Arbitro: | Sandmoen |

|                                   |           |                                    |
| Berntsen 36’ Hoff 41’ Knudsen 83’ | Marcatori | 81’ Nannskog 84’ (aut.) Sigurðsson |

| Arbitro: | Staberg |

|                              |           |           |
| Helstad 15’ Karadas 90’, 90’ | Marcatori | 86’ Brink |

| Arbitro: | Moen (Haugesund) |

|                                    |           |               |
| Simonsen 32’ Ighalo 52’ Holmen 86’ | Marcatori | 12’ Grindheim |

| Arbitro: | Staberg |

|                                |           |  |
| Koné 26’ Strand 36’ Sapara 90’ | Marcatori |  |

| Arbitro: | Berntsen (Vang) |

|                                           |           |          |
| Ighalo 6’ Knudsen 13’ Sokolowski 63’, 85’ | Marcatori | 31’ Årst |

### Coppa di Norvegia
| Arbitro: | Lyseng |

|        |           |                                                                                                |
| Ous 9’ | Marcatori | 23’, 24’ Obasi 31’, 57’ (rig.) Gíslason 31’ Stensaas 41’ Powell 80’, 82’ Almeyda 89’, 90’ Hoff |

| Arbitro: | Ahlsen |

|  |           |                                                      |
|  | Marcatori | 11’ Almeyda 26’, 31’ Knudsen 29’ Gíslason 45’ Holmen |

| Arbitro: | Toppe |

|            |           |                        |
| Landro 59’ | Marcatori | 10’ Holmen 26’ Knudsen |

| Arbitro: | Helgerud (Lier) |

|                 |           |  |
| Macallister 65’ | Marcatori |  |

| Arbitro: | Edvartsen (Hamar) |

|  |           |           |
|  | Marcatori | 65’ Kippe |